# Dòng thùng carton

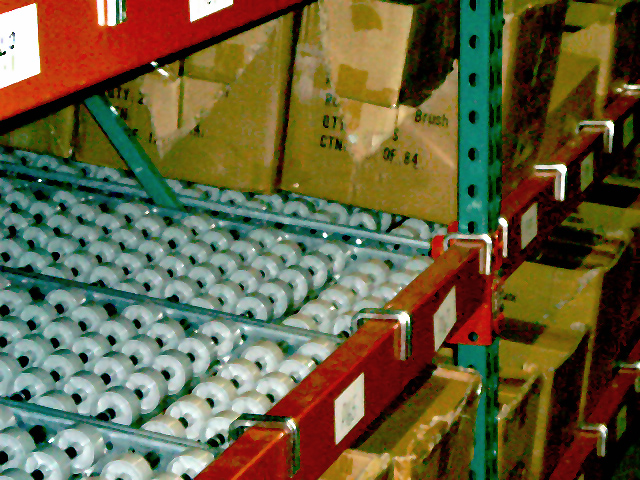
Thùng lưu lượng

Dòng thùng carton là một hình thức của kệ sử dụng một thiết kế tải trọng phía sau sử dụng trọng lực để di chuyển vật. Mỗi đơn vị bao gồm một hoặc nhiều đường băng nghiêng. Hàng phía sau nằm sát hàng phía trước trên mỗi đường di chuyển. Khi một mặt hàng được lấy ra từ phía trước, mặt hàng ngay phía sau sẽ trượt về phía trước thay cho mặt hàng trước.
Ưu điểm chính của giá lưu chuyển thùng carton so với giá tĩnh hoặc hệ thống giá đỡ là hàng hóa vẫn được tổ chức tốt hơn và dễ dàng tìm thấy hoặc chọn hơn. Với giá đỡ thùng carton, sản phẩm được tự động xoay vòng trên cơ sở nhập trước xuất trước. Hàng hóa được dự trữ ở phía sau giá đỡ thùng carton và di chuyển về phía trạm lấy hàng phía trước trên một kệ nghiêng được trang bị đường lăn được thiết kế đặc biệt. Khi một thùng carton được lấy ra khỏi trạm lấy hàng, thùng tiếp theo sẽ tự lăn về phía trước. Dòng thùng carton luôn giữ hàng trong tầm tay. Hàng tồn kho dễ theo dõi và kiểm soát hơn vì mọi lúc mọi nơi đều có thể nhìn thấy sản phẩm. Một hạn chế đáng nói là dòng carton không phù hợp với hàng hóa khối lượng lớn hơn hoặc các ứng dụng trường hợp đầy đủ. Việc chất lại hàng và chọn hàng thường mang lại cơ hội lớn nhất để cải thiện hiệu quả trong các hoạt động xử lí đơn hàng. Với hệ thống giá đỡ thùng carton, tiết kiệm nhân công lên tới 75% có thể được nhận ra gần như ngay lập tức. Bởi vì hàng được lấy từ phía trước và thả từ phía sau, cả hai chức năng có thể được thực hiện mà không bị gián đoạn với di chuyển tối thiểu.
Trong một hệ thống lưu trữ tĩnh như kệ tiêu chuẩn, người dự trữ và người lấy hàng thường làm nhiều việc không cần thiết.

## Lịch sử
Lansing Peter Shield, Chủ tịch của Grand Union Co., đã xin cấp bằng sáng chế cho thiết kế chất tải phía sau dùng trọng lực dịch chuyển vật ban đầu bằng cách sử dụng dải Unistrut và Nylon vào năm 1945 (sau đó được phê duyệt vào năm 1948). Các đơn vị bao gồm một số đường băng nghiêng. Thiết bị được dẫn động bởi trọng lực. Một nhân viên kho sẽ đặt hàng hóa ở phía sau mỗi đường băng, khi một người mua hàng chọn một mặt hàng, mặt hàng phía sau nó sẽ trượt về phía trước tại nơi của sản phẩm vừa lấy.
Grand Union đã thành lập một công ty có tên Food-O-Mat để bán hệ thống dòng thùng carton, và biến Gardner Hinckley trở thành chủ tịch. Gauer Metal Products, Inc đã sản xuất các đơn vị dòng thùng carton cho Grand Union / Food-O-Mat. Khi Lansing Shield qua đời vì một cơn đau tim, Thomas Butler được bổ nhiệm làm chủ tịch mới. Butler không quan tâm đến việc tiếp tục sử dụng các đơn vị dòng thùng carton trong các siêu thị Grand Union, vì vậy Food-O-Mat đã tự mình bán sản phẩm với Gauer Metal Products làm nhà sản xuất.

## Dòng thùng carton ngày nay
Thiết kế dòng thùng carton đã trải qua vô số thay đổi trong những năm qua, và bây giờ đã phát triển thành các đơn vị kệ hoàn chỉnh. Các đơn vị này bao gồm đường dịch chuyển polyetylen hoặc nhôm và có thể là giá đỡ độc lập hoặc có thể được lắp đặt vào giá đỡ pallet. Hệ thống băng tải đôi khi được sử dụng như một lựa chọn thay thế cho kệ dòng thùng carton.